# Islamitische republiek

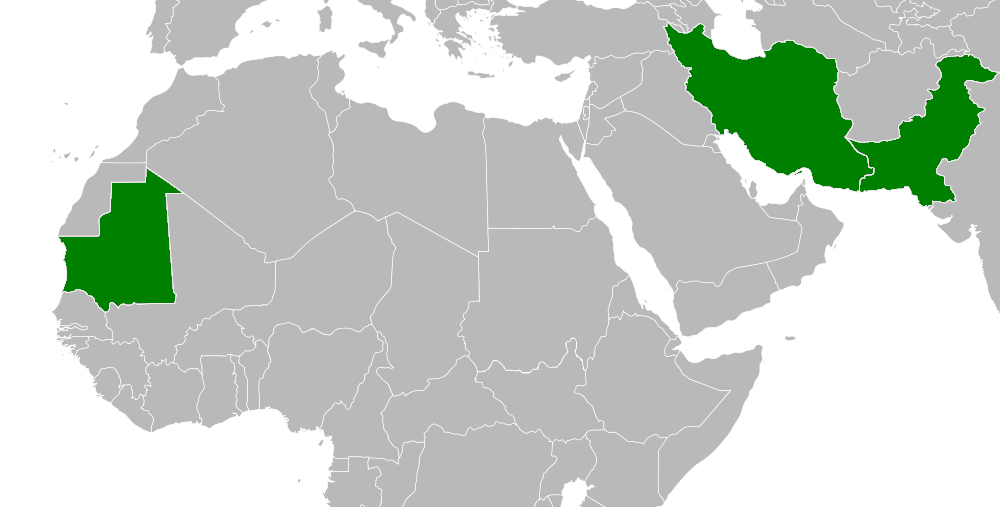
Landen met een Islamitische republiek in het groen

Een islamitische republiek (Arabisch: جمهورية الاسلامية, jumhūrīyah al-islāmīyah, Perzisch: جمهوری اسلامی, jomhuri-ye eslāmi-ye) is in theorie een staatsvorm waarbij het staatshoofd niet door erfopvolging bepaald wordt (maar door verkiezingen, een revolutie of een staatsgreep) en waarbij de rechtspraak gebaseerd is op de sharia: de islamitische wetgeving. Als zodanig is een islamitische republiek een vorm van een theocratie. In de praktijk is de benaming islamitische republiek soms slechts een symbool van culturele identiteit.

## Huidige islamitische republieken
Vandaag de dag telt de wereld drie landen die zich een islamitische republiek noemen:
- Pakistan, sinds 23 maart 1956
- Mauritanië, sinds 28 november 1960
- Iran, sinds 1 april 1979

### Pakistan
Pakistan is een constitutionele democratie, hoewel het land met enige regelmaat geconfronteerd wordt met staatsgrepen om daarna door een dictator bestuurd te worden. Pakistan erfde van de Britse kolonisator een seculier staatsbestel. Het was het eerste land dat de toevoeging islamitisch gebruikte, hoewel de Pakistaanse natie bij haar onafhankelijkheidsverklaring in 1947 seculier was. 
In 1956 werd officieel de Islamitische Republiek uitgeroepen. Pas bij de aanname van een nieuwe grondwet in 1973 werd de islam de staatsgodsdienst. De islamisering werd voornamelijk doorgevoerd onder het dictatoriale bewind van generaal Mohammed Zia-ul-Haq. In de praktijk komt het zelden voor dat wetten wegens hun niet-islamitische karakter ongedaan gemaakt worden. Politieke partijen die islamisme voorstaan zijn volgens de wet verboden.
Het valt op dat Pakistan zich alleen Islamitische Republiek Pakistan noemt op paspoorten en visa. Op alle andere officiële documenten gebruikt men de term Federation of Pakistan.

### Mauritanië
In Mauritanië werd de Islamitische Republiek uitgeroepen bij de onafhankelijkheid in 1960. De islam wordt in de grondwet gedefinieerd als "de godsdienst van de Mauritaniërs". Op het politieke bestel van het land heeft dit weinig invloed. Er is echter een beperkte godsdienstvrijheid; het is voor niet-moslims toegestaan hun religie te belijden, maar ze mogen hun religie niet verspreiden.

### Iran
In de Islamitische Republiek Iran (uitgeroepen in 1979) worden de president en de parlementsleden democratisch verkozen, maar de Raad van Hoeders moet de kandidaturen goedkeuren. Deze instantie heeft bovendien de macht om wetten van het parlement ongedaan te maken wanneer zij vindt dat deze in strijd zijn met de islamitische wet. Het komt regelmatig voor dat de Raad wetten ongedaan maakt of hervormingsgezinde kandidaten weigert.
De Religieuze Leider van Iran heeft de hoogste functie van het land. Sinds de stichting van de Islamitische Republiek waren er twee Religieuze Leiders:
- Ayatollah Ruhollah Khomeini, 1979–1989
- Ayatollah Ali Khamenei, 1989–heden

Zie ook: Politiek in Iran

## Voormalige islamitische republieken
- Republiek Rif (1921-1926)
- Republiek Oost-Turkestan (1933-1934)
- Itsjkerië (1996-2000)
- Comoren (1978-2002)
- Gambia (2015-2017)
- Islamitische Republiek Afghanistan (2003-2021)

### Rif-Republiek
In het noorden van Marokko was de Rif-Republiek onder leiding van Mohammed Abdelkrim El Khattabi van 1921 tot 1926 in theorie een confederale stammenrepubliek maar in praktijk een Islamitische Republiek.

### Oost-Turkestan
Van 1933 tot 1934 hadden de Oeigoeren een Islamitische Republiek genaamd de Eerste Oost-Turkestaanse Republiek.

### Itsjkerië
De Tsjetsjeense Republiek Itsjkerië gebruikte van 1996 tot 2000 een regeringssysteem van de Islamitische Republiek.

### Comoren
Van 1978 tot 2002 noemden ook de Comoren zich een islamitische republiek.

### Gambia
In december 2015 verklaarde president Yahya Jammeh dat Gambia voortaan door het leven zou gaan als islamitische republiek. Jammeh verklaarde dat, in tegenstelling tot bijvoorbeeld de islamitische republiek Iran, de overheid in het West-Afrikaanse land zich niet zou gaan bemoeien met de wijze waarop burgers zich kleden of gedragen en dat religieuze minderheden hun rechten en vrijheden zullen behouden.
Jammeh regeerde over Gambia sinds een staatsgreep in 1994 tot hij in 2017 de verkiezingen verloor. Zijn bewind werd door de westerse wereld sterk bekritiseerd en het land raakte in een politiek isolement. Dat had ook gevolgen voor de ontwikkelingssamenwerking. Er werd gespeculeerd dat het uitroepen van de islamitische republiek bedoeld was om goodwill te kweken bij rijke islamitische staten. Dat de naamsverandering door Jammeh werd gepresenteerd als een 'strijd tegen de koloniale nalatenschap', wijst eveneens in die richting. Jammehs opvolger Adama Barrow zei dat Gambia weer gewoon 'republiek' zal heten in plaats van 'islamitische republiek'.

### Afghanistan
In Afghanistan werd in 2003 een nieuwe grondwet aangenomen door de Loya Jirga. Deze grondwet definieerde de islam als de staatsgodsdienst van de nieuwe Islamitische Republiek Afghanistan. De rechtbanken mochten hun vonnissen baseren op Hanafi-jurisprudentie wanneer er geen andere grondwettelijke regels waren waarop zij zich konden baseren. De Hanafi-school is een van de vier grote rechtsscholen in de islam die dominant is onder de soennitische Afghanen.
Na de val van Kabul en het einde van de oorlog in Afghanistan in augustus 2021 hervatten de taliban het gebruik van de officiële benaming Islamitisch Emiraat Afghanistan.

## Islamisme
Vandaag de dag ijveren vele islamisten en fundamentalisten voor de vestiging van een islamitische republiek in hun land. Vaak vinden ze het huidige regime te seculier (bijvoorbeeld Egypte of Turkije), of willen ze afschaffing van de monarchie in hun land (bijvoorbeeld Jordanië, Marokko).